# اکسپرس جی‌اس
اکسپرس.جی‌اس (انگلیسی: Express.js) یک چارچوب برنامهٔ وبی برای نود.جی‌اس است که به صورت منبع باز و تحت پروانه MIT در اختیار عموم قرار گرفته است. این فریمورک برای ساخت برنامه های تحت وب و API ها کاربرد دارد.
فلسفه ی طراحی این پلتفرم به این صورت است که سعی شده پلتفرم به ابتدایی ترین شکل ممکن طراحی شود و کارکرد ها به صورت افزونه به آن اضافه شود. اکسپرس در کنار انگیولر جی اس و مونگو، یکی از اجزای تشکیل دهنده ی پشته ی MEAN است.